# Kaspar III. Winzerer

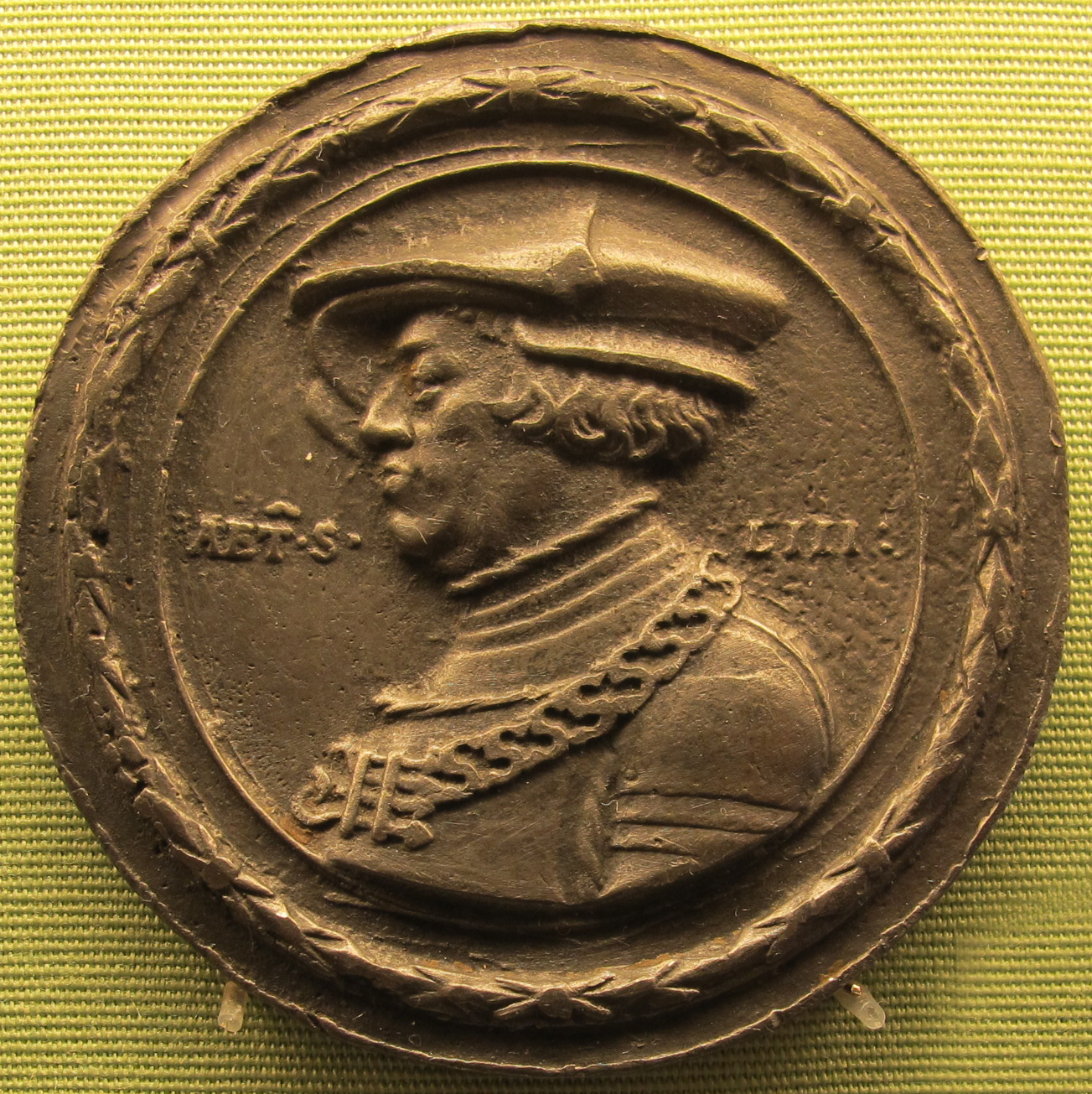
Kaspar III. Winzerer-Medaille (Friedrich Hagenauer, 1526)

Kaspar III. Winzerer (* 1465 oder 1475 in Tölz, Oberbayern; † 28. Oktober 1542 in Brannenburg, Oberbayern) war herzoglich bayerischer Feldherr und Diplomat, Pfleger und Lehnsherr zu Tölz und ab 1502 auch zu Dürnstein (Niederösterreich), Untermarschall des Hochstifts Regensburg, Gutsherr auf Obermair, Schachl, Niedermaier und Rampold bei Degerndorf (Oberbayern).

## Leben
Er war der Sohn des Kaspar II. Winzerer († 1515) und Enkel des Kaspar I. Winzerer, beide wie er Pfleger zu Tölz.
Winzerer wurde zwar zunächst für den geistlichen Stand ausgebildet, widmete sich aber schon bald dem Militärdienst. Schon 1504 wurde er von König Maximilian I. für den Sieg über die Böhmen bei Schönberg in der Oberpfalz (11. September 1504) zum Ritter geschlagen, weshalb er später auch den Beinamen „Goldener Ritter“ („miles auratus“) trug. Im Jahr 1517 trug er in Wien ein Turnier mit dem inzwischen (1508) zum Kaiser erhobenen Maximilian aus.
Im Frühjahr 1519 war Winzerer der Oberbefehlshaber der bayerischen Landsknechte im Kampf des Schwäbischen Bundes gegen Herzog Ulrich von Württemberg und nahm etwa 40 Städte und Dörfer ein, darunter Göppingen, Weiler, Au und Teck. Auch im zweiten Feldzug im September/Oktober 1519 gegen Herzog Ulrich führte er die bayerischen Fußsoldaten. Am 24. Februar 1525 half er unter dem Oberbefehl von Georg I. von Frundsberg (1473–1528) in der Schlacht bei Pavia den französischen König Franz I. gefangen zu nehmen. Noch vor dieser Schlacht äußerte sich Winzerer in einem Brief aus Italien (1525) sehr kritisch über die Politik des Papstes, schloss sich aber dennoch nicht der reformatorischen Bewegung an.
Bald darauf zog er in den Deutschen Bauernkrieg. Er war von Herzog Wilhelm IV. zum Befehlshaber des bayerischen Landsturms (etwa 450 Soldaten) gegen die Allgäuer und Tiroler Bauern eingesetzt worden und verteidigte erfolgreich die Grenze. Zum Dank erhielt er vom Herzog die Roseninsel im Starnberger See als Geschenk.
Im Jahr 1526 befehligte er die von Herzog Wilhelm dem ungarischen König Ludwig II. im Kampf gegen die Türken versprochenen bayerischen Truppen, „ein auserlesenes Corps aus den bessern Truppen und Adel des Landes“. Dennoch wurde Ungarn am 29. August 1526 bei Mohács geschlagen (siehe auch: Schlacht bei Mohács (1526)). Im Februar 1527 nahm Winzerer als Gesandter des bayerischen Herzogs in Prag an der Krönung Ferdinands I. zum König von Böhmen teil, des jüngeren Bruders von Kaiser Karl V.
Bei dieser Gelegenheit wurde er als „erfahrener Kriegsmann“ vom ungarischen König Johann abgeworben, für einen Sold von 1.000 ungarischen Gulden gegen die Türken in die Schlacht zu ziehen. Sein eigentlicher Auftrag war allerdings, gleichzeitig als Vertrauensmann der Herzöge Wilhelm und Ludwig zwischen diesen und Ferdinands ungarischem Gegenkönig Zápolya (König Johann) zu vermitteln, um eine Machterweiterung Habsburgs zu verhindern. Da König Ferdinand diese Taktik aber durchschaute, nahm er Winzerer das ihm im Jahr 1502 zum Lehen gegebene Pfleger-Schloss Dürnstein in Niederösterreich und sein Untermarschallamt des Hochstifts Regensburg wieder ab.
Am 26. Mai 1527 schrieben die bayerischen Herzöge an Obersthofmeister Cyriak Freiherr von Polheim und Wartenburg (1495–1533), den Gesandten Ferdinands:
„Desgleichen zeigen wir mit gutem Glauben an, dass Caspar Wintzerer on unser Wissen, Willen und Erlauben gen Hungern gezogen und ob sich derselb gleich wol angemast hatte, dass er bei uns oder andern Fursten auf dem Reichstag zu Regensburg des Weywoda Sachen gelimpfen und Hilf und Beistand erlangen oder bewegen wollte, des wir doch kein Wissen tragen, sollten doch Ir kon. Wurde mehr bedacht haben, dass wir bishere nit so beweglichs Gemuts gespurt werden, dass wir viel einen hohern oder mehrern, wir geschweigen Casparn Winzerer, uns bewegen Messen. Und mugen uns gleicherweise wie Ihr kon. Wurde nit genug verwundern, dass dieselb abnehmen und erachten solle, dass Caspar Wintzerer beschwerlich ausserhalben unsers Vorwissens solliche Handlung thun hab mugen, so doch Ihr konigliche Wurde wissen, dass der gedacht Wintzerer von unsern wegen nit gen Prag gezogen, dass er auch, wie wir seithere Bericht empfangen, bei Ihrer kon. Wurde durch Sigmunden von Dietrichstein oder ander umb Dienst angesucht haben sollte, und dass ihme deshalben von Prag aus ausserhalben unsers Willens, Wissens und Erlaubens (wie an ihme die Wahrheit ist) gen Hungern zu ziehen nit beschwerlich gewest ist, dass auch Ihr kon. Wurde gar kein Ursach oder Anzeigen hat, solichs ihr Achten und Abnehmen von uns furzufassen; dann wie wir und unsere Vorfordern uns bei Ihrer kon. Wurde Brudern, unserm allergnadigisten Herrn und Vettern, dem Romischen Kaiser, auch bei weilend derselben kais. Mst. und Ihrer kon. Wurde Ahnherren und Urahnherren, auch andern Fursten von Osterreich, und sonderlichen gegen Seiner konigl. Wurde bishere in wenig Wege gehorsamlich, dienstlich und vetterlich bewiesen, ist Ihrer kuniglichen Wurde on Zweifel und meniglichem wissen, desshalben von Unnoten nach lengs zuerzahlen. Wollten auch nichts liebers sehen noch horen, dann dass Seiner kon. Wurde und derselben Gemahl alles, des sie Fug und Recht haben, nit allein zu Hungern, sonder allenthalben, on Krieg und Aufruhr erfolgte; darinnen wir nit allein beeder Ihrer koniglichen Wurden, sonder auch gemeiner Christenheit Wolfahrt zu bedenken vor Augen haben. Und obgleich einich Anlangen von dem Weywoda an uns beschehe, wollen wir uns doch jeder Zeit, als christenlichen ehrlichen Fursten wol geziempt, und gegen Seiner koniglichen Wurde vetterlich beweisen und halten.“

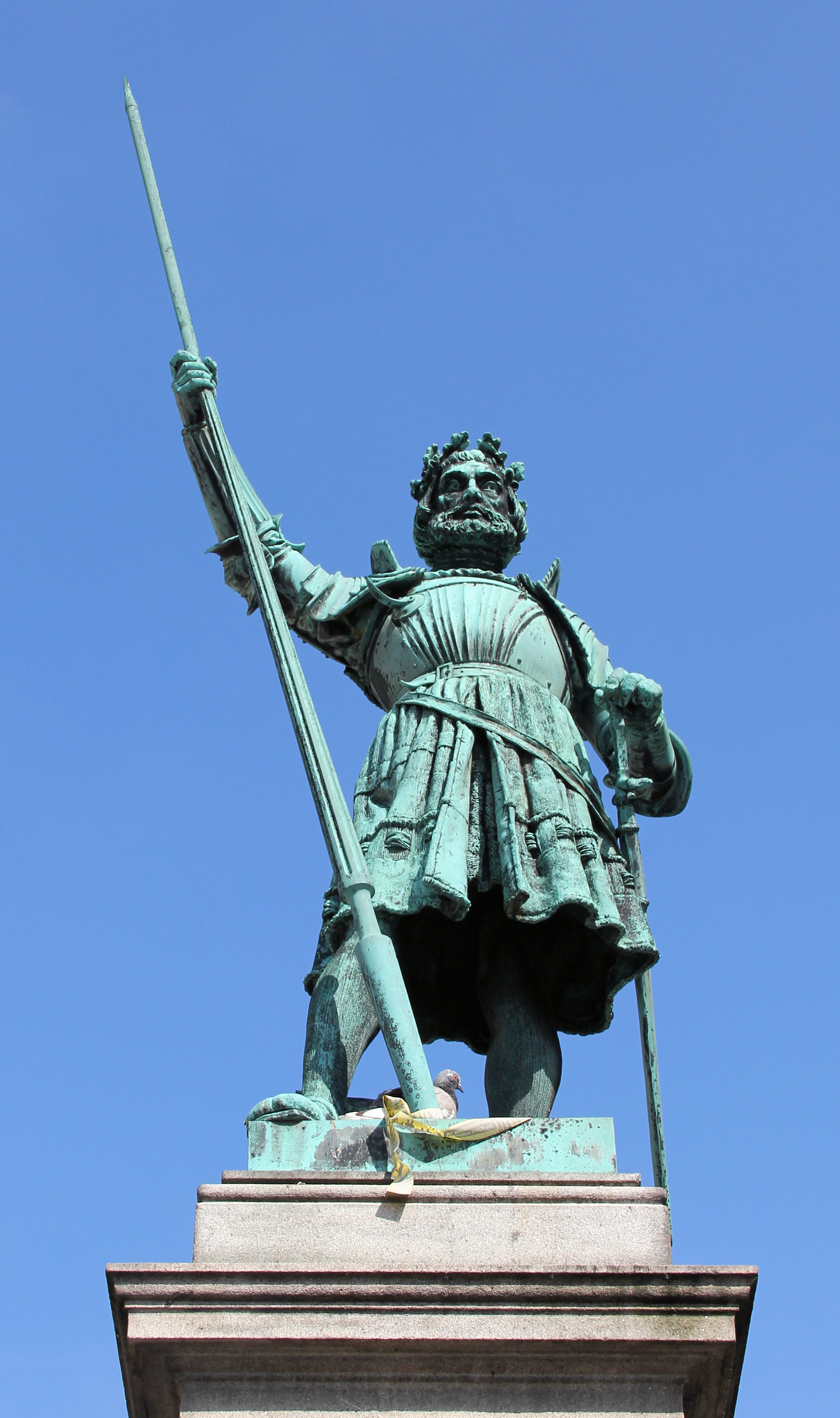
Statue in Bad Tölz

Bis zum Jahr 1539 stand Winzerer in diesem diplomatischen Dienst und lebte jeweils längere Zeit in Ofen (heute: Budapest) und Großwardein, aber auch auf seiner väterlichen Burg in Tölz. Um einer drohenden Verhaftung durch Österreich zu entgehen, zog Winzerer trotz schwerer Krankheit im Jahr 1534 von Ungarn über Polen und die Mark Brandenburg nach Hessen, wo er mit dem Landgrafen Philipp I. zu verhandeln hatte. Anschließend musste er sich auf Befehl der beiden bayerischen Herzöge zunächst noch eine Weile beim Sohn seines Freundes Frundsberg in Mindelheim verstecken, bevor er ins heimatliche Bayern zurückkehren durfte.
Seit 1531 war Winzerer aufgrund seines „Doppelspiels“ allmählich auch bei den bayerischen Herzögen in Ungnade gefallen, um deren Unterstützung er im Jahr 1534 sogar ausdrücklich bitten musste. Als er aber 1535 nicht mehr nach Ungarn zurückwollte, bezichtigte man ihn der Freundschaft mit Österreich und dachte sogar daran, ihn zu verhaften. Erst nach dieser Drohung ging Winzerer noch einmal nach Ofen. Als aber 1537 ein weiterer Türkenkrieg drohte, erlaubte man ihm, nach Bayern zurückzukehren.
Im Jahr 1538 wurde ihm vom Kaiser verziehen und Winzerer erhielt seine kaiserlichen Lehen zurück. Wohl erst im Herbst 1539 kehrte er nach Bayern zurück – sein letzter Brief aus Ungarn stammt von August 1539 – und starb nur drei Jahre später.
Winzerer war zwar ein erfahrener Feldherr, verkehrte aber auch mit Künstlern und Wissenschaftlern. Er muss ein gebildeter Mann gewesen sein, war er doch u. a. ein Liebhaber besonders von Ciceros Werken.
In erster Ehe war Winzerer mit Margareta von Höhenrain, der Tochter des Waldecker Reichsherrn Georg, verheiratet und in zweiter Ehe mit Ursula von Bubenhofen, mit der er die beiden Söhne Wilhelm († 1542) und Hans Kaspar († 1561) hatte, die letzten ihres Familienstammes.
Am 28. Oktober 1542 starb Kaspar III. Winzerer aufgrund der in einem Kampfturnier in Brannenburg zugezogenen Verletzungen. Beim Tjost mit Jörg von Frondsberg wurde er, obwohl stumpfe Lanzen verwendet wurden, unglücklicherweise tödlich verletzt und erlag diesen Verletzungen später. Bestattet wurde er in seiner Heimatstadt Tölz in der Stadtpfarrkirche Mariä Himmelfahrt, wo er in der Seitenkapelle hinter einer imposanten Marmortafel seine letzte Ruhestätte erhielt.

## Ehrungen

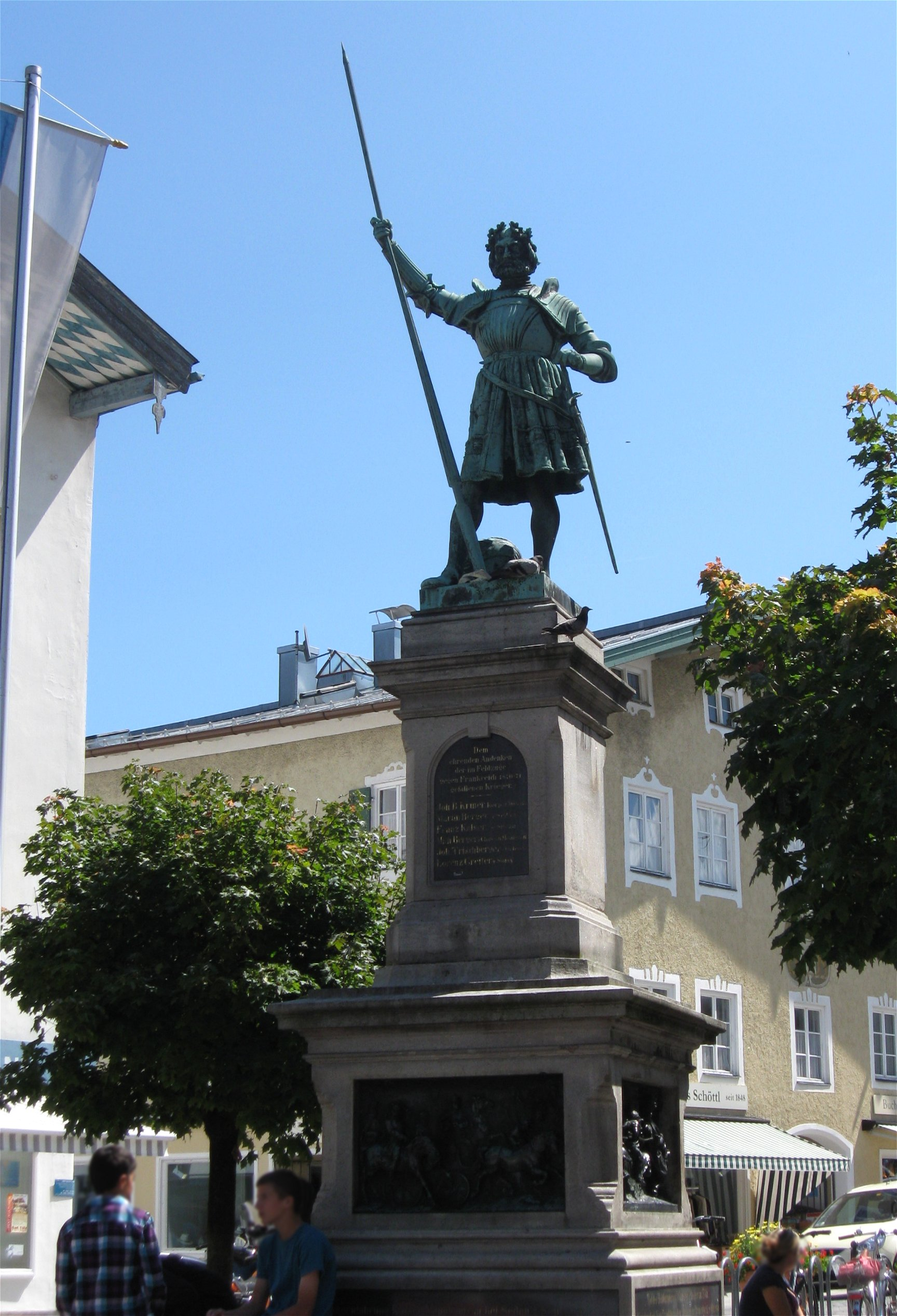
Winzerer-III-Standbild in Bad Tölz, Marktstraße

- Winzerer ist in Oberbayern und Österreich Held zahlreicher Sagen und Legenden. Nach dem Deutsch-Französischen Krieg ließ seine Heimatstadt (Bad) Tölz auf Betreiben des Historikers, Politikers, begeisterten Bismarck-Anhängers und gebürtigen Tölzers Johann Nepomuk Sepp im Jahr 1887 ein Bronze-Standbild des „Goldenen Ritters“ errichten. Die Figur wurde von Ferdinand Schwarzgruber modelliert und von Ferdinand von Miller gegossen. Die einzelnen Inschriften unter den vier seitlichen Reliefs lauten:

– Kaspar v. Winzerer, der goldene Ritter, im Turnier mit Kaiser Max I zu Wien 1515
– Gefangennahme König Franz I von Frankreich in der Schlacht bei Pavia 24 Hornung 1525 unter Feldhauptmann Jörg Frondsberg u. dem Landsknechtführer v. Winzerer
– Tod des Heldenvaters v. Winzerer. Pflegers zu Tölz im Kampfspiel mit Jörg Frondsberg dem Jüngeren zu Brannenburg 28. Okt. 1542
– Gefangenführung Kaiser Napoleons III bei Sedan 2. Sept. 1870. Dazu auf einer speziellen Tafel: Dem ehrenden Andenken der im Feldzuge gegen Frankreich 1870–71 gefallenen Krieger.
Das letzte Relief suggeriert, dass Kaiser Wilhelm I., Moltke und Bismarck höchstselbst Napoléon III. abgeführt hätten. Es soll laut einer von Sepp eigens verfassten Festschrift zur Denkmalsenthüllung damit eine „Gedankenbrücke“ zur Festnahme des Königs Franz I. von Frankreich durch Winzerer im Jahr 1525 schlagen.
- In München und Brannenburg gibt es jeweils Winzerer-Straßen.